# Cheyennes

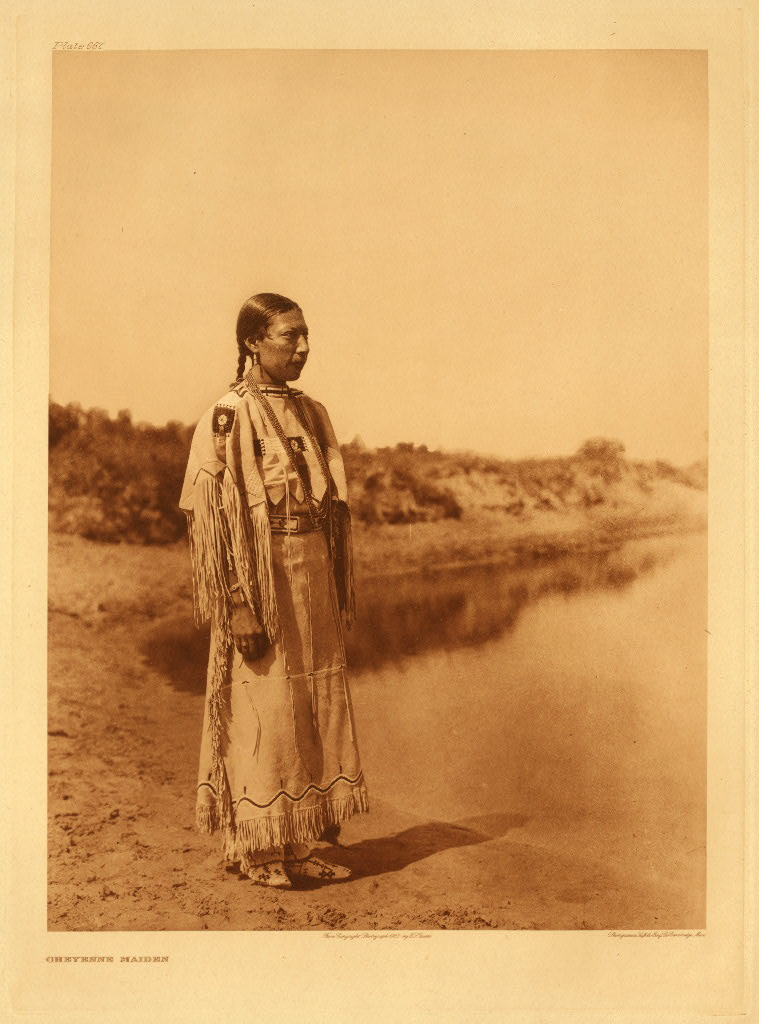
Uma mulher cheyenne.

Os cheyennes ou cheienes são um povo indígena estadunidense, uma vez conhecido como o "Povo Belo". Entre os piores massacres promovidos contra os Cheyennes, está o ataque ao acampamento de "Sand Creek" no Território do Colorado.

## Visão geral
Os cheyennes nativos americanos eram caçadores de búfalos nômades. Com a introdução do cavalo, eles prosperaram nas planícies e também por ter um governo altamente organizado. Com renomados guerreiros, grande espiritualidade e valores éticos, os cheyennes se tornaram famosos na América Nativa.
Antes do século XIX os cheyennes viviam uma vida tranquila na grande região de Minnesota. Estavam vivendo nas áreas de bosque pantanosas daquela terra. Durante este período, um grande motim de tribos indígenas, causado pela expansão do homem branco europeu, forçaram os cheyennes para fora de sua região, levando-os para o Oeste. Eles migraram eventualmente para as Grandes Planícies, onde se ramificaram em facções nômades: uns caçavam búfalos e outros eram guerreiros montados. Aqui, a nação dos cheyennes e sua cultura evoluíram ficando famosos desde então. São guerreiros formidáveis, caçadores, com mulheres fortes e éticas, pessoas com uma relação harmoniosa com o ambiente natural. 
Também durante este período, duas facções cheyennes que tinham perdido o contato no passado distante, cada uma delas sem conhecimento da existência da outra, inesperadamente se encontraram em um confronto de caça, onde então se reuniram, depois de descobrir que eram pessoas que realmente tinham algo em comum. Estas duas tribos eram os suhtais e os tsitsistas que em algum lugar no tempo ancestral devem ter sido forçados a se separar, destinados a se reunirem séculos depois.
Cada tribo trouxe algo sagrado e instrumental sem igual, que completou a outra nação. Os tsitsistas trouxeram a Convenção das Setas Sagradas, junto com a infraestrutura de governo, um conselho de quarenta e quatro chefes e estrutura de exército. Os suhtais trouxeram a Convenção do Chapéu de Búfalo Sagrado, junto com a maioria das cerimônias religiosas, inclusive a "Grande Cerimônia do Xale", geralmente conhecida como a Dança do Sol. Juntos, os Cheyennes cresceram em uma poderosa tribo, formando alianças com outras tribos, Lakota, Sioux e Arapaho. Embora os Cheyennes lutassem com diferentes tribos tais como os pawnees, kiowas, crows, shoshone e outros, obtiveram sucesso ampliando seus territórios de Dakota, Montana, para o Novo México e Arkansas.
Em meados de 1800, os Estados Unidos começaram a ampliar suas cidades e demarcaram seus novos territórios sobre as terras dos índios das Planícies. O contato entre os Cheyennes e o Homem Branco ficou mais frequente e permaneceu relativamente calmo até o infame "Massacre do Riacho de Areia" em novembro de 1864, onde foram mortos mais de cem cheyennes e arapahos que estavam sob os cuidados do grande chefe Chaleira Preta,  e sob a proteção do exército norte-americano. O ato inegável de genocídio e as mutilações que ocorreram, fizeram com que os Cheyennes não tivessem alternativa, a não ser entrar em mais de vinte guerras por ano, o que só poderia terminar com a dizimação deles e a sua conquista pelo homem branco.
Embora fossem superados eventualmente pelo exército norte-americano, os cheyennes, sioux e arapaho puderam derrotar o mesmo exército nas várias batalhas principais, inclusive a Batalha de Little Bighorn, onde o General George A. Custer fez o "último posto lendário". Apesar desta tremenda vitória, provou-se só ser a última grande vitória do americano nativo; um assédio infinito do exército norte-americano abastecido por sentimentos de vingança por Custer, culminou com o fato de que o búfalo (a fonte mais sagrada de alimento) fosse erradicado. Essa foi a destruição iminente soletrada para os cheyennes e os outros povos nativos.
Os cheyennes de hoje ainda estão lutando por sua existência. Existem ainda os que acreditam e praticam o modo tradicional de vida e lutam para preservar o idioma, a religião, a identidade e outros que são assimilados pelo mundo moderno. Enquanto isso, a forma atual de governo tribal luta por autodeterminação, enquanto as condições e restrições federais abundam e o estado força a autoridade cada vez mais em cima das reservas indígenas que diminuem o próprio poder do americano nativo e sua Soberania.
Os cheyennes começaram a usar a medicina nativa em cerimônias na Tipi no final de 1800. Em 1884 foram visitados por Quanah Parker (um mestiço, chefe comanche), que realizou muitas cerimônias para eles. Naquele mesmo ano, um pouco mais tarde, Leonard Taylor e John Turtle e sua mulher Dog Woman (cheyennes) foram para as terras Kiowa e aprenderam a cerimônia à moda delas.
Anos mais tarde, surgiu a primeira Igreja Nativo-Americana N.A.C., que integrou várias tribos, tendo como local de cerimônia a Tipi. Esta cerimônia se destacou por usar orações, canções e propagar a paz.
Desde 1995 esta cerimônia tem sido apresentada no Brasil pelo Centro de Estudos Xamânicos - RJ. Em 1997 o Caminho da meia-lua de Quanah Parker representado pelo Roadman e Chefe Cheyenne Nelson Turtle que herdou o conhecimento do seus pais e avós, chegou ate nós. Nelson Turtle acolheu como filhos Brasileiros, Carlos Sauer, Tony Paixão, Lino Py e Rogério Favila, para dar continuidade a seus conhecimentos.